# Nora Huetz
Nora Licht (geborene Huetz, * 2. Februar 1986 in Dortmund) ist eine deutsche Schauspielerin und Synchronsprecherin.

## Leben
Huetz studierte bis 2010 Schauspiel an der Hochschule für Film und Fernsehen „Konrad Wolf“ in Potsdam-Babelsberg. Bereits während des Studiums war sie in Film und Fernsehen aktiv. Neben mehreren Kurzfilmen war sie 2008 und 2009 für einige Folgen in der Sat.1-Telenovela Anna und die Liebe als Nancy Lanford zu sehen. Auch im Kinofilm Männerherzen hatte sie eine kleinere Rolle. In einer von ihrer Hochschule produzierten Verfilmung von Krankheit der Jugend spielte Huetz die Rolle der Irene. Weitere Film- und Fernsehrollen hatte sie seit dem Studienabschluss. In der Krankenhausserie Dr. Klein spielte sie drei Staffeln lang als eine der Hauptfiguren die Krankenpflegerin Nanny Abel. 
Auf Theaterarbeiten am Hans Otto Theater in Potsdam und Maxim Gorki Studio in Berlin während des Studiums folgte 2011 ein Engagement an den Schauspielbühnen Stuttgart. Dort erhielt sie den Förderpreis als beste Nachwuchsschauspielerin der Spielzeit 2010/2011.
Huetz lebt in Berlin.
Am 28. September 2016 heiratete sie den Schauspieler Tobias Licht. Im April 2018 wurde ihr gemeinsamer Sohn geboren.

## Filmografie (Auswahl)

### Als Darstellerin
- 2007: When the Finger Points at the Moon (Kurzfilm)
- 2008, 2009: Anna und die Liebe (Fernsehserie, Folgen: 52–60, 136–155)
- 2009: Männerherzen
- 2009: WAGs (Kurzfilm)
- 2009: Eintagsrebellen (Kurzfilm)
- 2010: Krankheit der Jugend
- 2011: Schmidt & Schwarz (Fernsehfilm)
- 2011: Marie Brand und der Moment des Todes (Fernsehfilm)
- 2011: Konterrevolution – Der Kapp-Lüttwitz-Putsch 1920 (Fernsehfilm)
- 2011, 2014, 2021: SOKO Stuttgart (Fernsehserie, vier Folgen)
- 2011, 2015: SOKO Wismar (Fernsehserie, zwei Folgen)
- 2013: Akte Ex (Fernsehserie, Folge Endlich Prinzessin)
- 2013: Lotta & die frohe Zukunft (Fernsehfilm)
- 2013: SOKO Kitzbühel (Fernsehserie, Folge Kilts & Killer)
- 2013: Der Kriminalist (Folge Der Sobottka Clan)
- 2013: Mephisto-Effekt
- 2013: Akte Ex (Fernsehserie, Folge Kleinvieh macht auch Mist)
- 2014–2016: Dr. Klein (Fernsehserie, 37 Episoden)
- 2015: Bettys Diagnose (Fernsehserie, Folge In den Rücken geschossen)
- 2015: In aller Freundschaft (Fernsehserie, Folge Schlagabtausch)
- 2015: Tatort: Das Muli
- 2015: Tatort: Ätzend
- 2015: Tatort: Spielverderber
- 2016: Tatort: Wir – Ihr – Sie
- 2016: Ein Fall für zwei (Fernsehserie, Folge Glamourgirl)
- 2016: Wir sind die Rosinskis
- 2016: Tatort: Taxi nach Leipzig
- 2016: Tatort: Dunkelfeld
- 2017: Die Spezialisten – Im Namen der Opfer (Fernsehserie, Folge Born In The DDR)
- 2018: Steig. Nicht. Aus!
- 2018: A.I. Tales
- 2019: Der Bulle und das Biest (Fernsehserie)
- 2020: Anna und ihr Untermieter: Aller Anfang ist schwer

### Als Synchronsprecherin
- 2014: Baymax – Riesiges Robowabohu als GoGo Tomago für Jamie Chung
- 2018–2021: Baymax – Robowabohu in Serie als GoGo Tomago für Jamie Chung

## Theatrografie
- 2009: Die Aeneis
- 2010: Draußen hab ich Angst vor mir
- 2011: Die Ratten
- 2011: Othello
- 2012: Scene Bites Vol. 2